# Barbaro

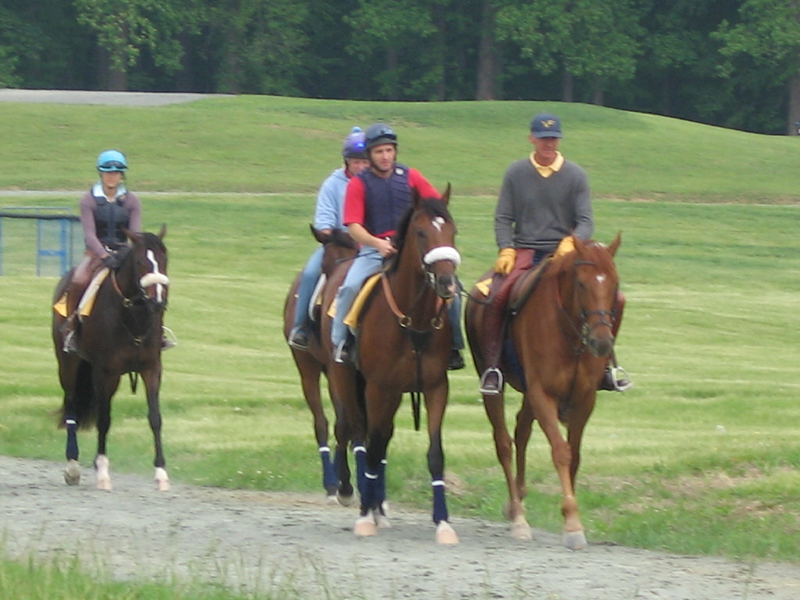
Barbaro (midden), in 2006

Barbaro (29 april 2003 – 29 januari 2007) was een racepaard in de Verenigde Staten dat in 2006 op overtuigende wijze de Kentucky Derby op zijn naam schreef. Twee weken later liep hij in de Preakness een blessure op die uiteindelijk tot zijn dood leidde.
Op 20 mei 2006 deed Barbaro mee aan de Preakness Stakes. Bij bookmakers stond hij genoteerd als de grote favoriet. Na een valse start van hem begon hij goed bij de herstart. Echter snel na de start brak hij drie botten in zijn rechter achterbeen. Door deze blessure had hij geen kans meer om de Triple Crown te winnen en was zijn carrière over. De dag nadat hij zijn blessure opliep, onderging hij een operatie in Pennsylvania waarna hij probeerde te herstellen. In juli kreeg hij last van hoefbevangenheid in zijn linkerbeen. Hij moest vijf operaties ondergaan en verbleef constant in de intensive care. Zijn rechterbeen genas redelijk maar een laatste riskante operatie werd hem fataal. Ook zijn andere benen kregen last van laminitis en de eigenaren besloten dat het beter was om Barbaro in te laten slapen.
Op 26 april 2009 werd The Barbaro Sculpture onthuld. Dit is een standbeeld van Alexa King, ter ere van Barbaro.

## Kentucky Derby
Toen Barbaro meedeed aan de Kentucky Derby was hij nog ongeslagen. Bij bookmakers was hij de tweede keus met een notering van 6:1 in een veld van twintig deelnemers. Barbaro begon naar voren te komen in de laatste bocht en in het laatste rechte stuk verlengde hij zijn voorsprong tot 6 1/2 lengtes. Zijn overwinning was erg overtuigend. Op het lange laatste gedeelte werd zijn voorsprong steeds groter, ondanks het feit dat berijder Edgar Prado zijn zweep niet hoefde te gebruiken om meer snelheid te verkrijgen. Het verschil tussen de winnaar en de nummer twee was het grootste sinds 1946. 

## 2006 Preakness Stakes en Blessure
Barbaro's Preakness Stakes begon met een valse start, toen hij te vroeg door de deurtjes van de start brak. Hij gebruikte zijn neus om de magnetisch afgesloten deuren te openen, maar hij werd door medewerkers terug naar de start gebracht. Toen de herstart plaatsvond, startte hij goed, maar toen hij bij de hoofdtribune aankwam, liep hij de blessure op. De race ging verder, terwijl het publiek meer oog had voor de blessure van de favoriet. Er gingen verhalen dat de valse start oorzaak was van de blessure, omdat het paard ongeduldig en zenuwachtig was, maar dit kon niet bewezen worden. Zijn achterbeen was gebroken op meer dan 2 plaatsen. Jockey Edgar Prado zorgde ervoor dat het paard stopte met rennen en ondersteunde het paard, totdat de ambulances en dokters waren gearriveerd. Bernardini won dat jaar de Preakness Stakes.